# La Molsosa
|  | Aquest article tracta sobre el municipi del Solsonès. Si cerqueu el personatge mitològic català, vegeu «Molsosa». |

La Molsosa és un municipi de la comarca del Solsonès. Rep el nom del nucli de població homònim dels tres que hi ha al municipi. Fins al 1990 pertanyia a la comarca de l'Anoia.
| Entitat de població | Habitants (2023) |
| la Molsosa          | 50               |
| Enfesta             | 26               |
| Prades              | 26               |
| Font: Idescat       |                  |

## Geografia
- Llista de topònims de la Molsosa (Orografia: muntanyes, serres, collades, indrets..; hidrografia: rius, fonts...; edificis: cases, masies, esglésies, etc)

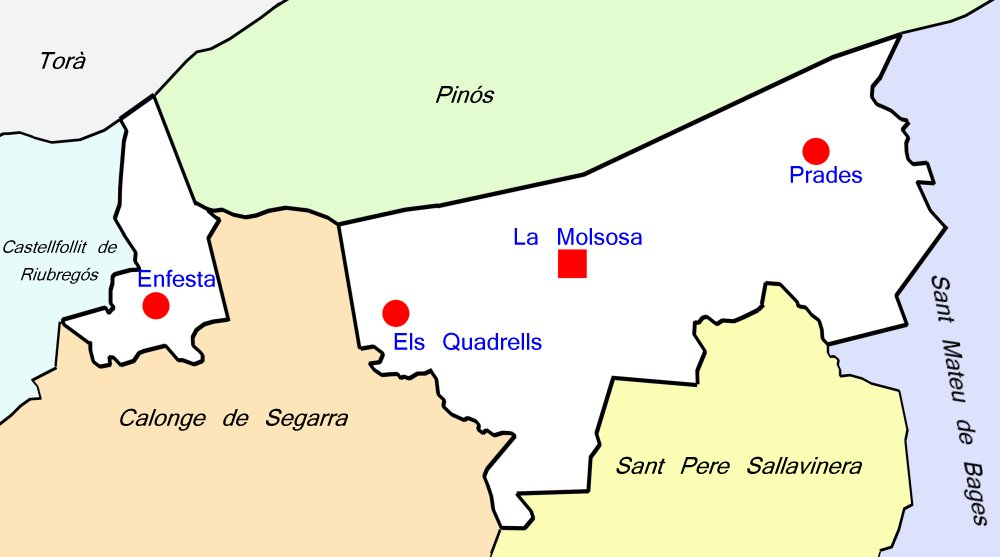
Mapa del municipi amb les seves entitats de població i els municipis limítrofs.

### Situació i límits
La Molsosa és el municipi més meridional del Solsonès. De fet està situat a la subcomarca de l'Alta Segarra. Està dividit en dos sectors. El més gran correspon al dels pobles de Prades i La Molsosa i el sector oriental del municipi correspon al nucli d'Enfesta. Aquests dos sectors estan separats l'un de l'altre per una franja d'uns 1,7 km d'amplada que pertany al terme municipal de Calonge de Segarra.
El sector d'Enfesta limita pel nord amb el terme municipal de Torà. Per l'est limita amb l'extrem sud-occidental del terme municipal de Pinós i amb al ja esmentat terme municipal de Calonge de Segarra, terme que també el tanca pel sud mentre que per l'oest limita amb el municipi de Castellfollit de Riubregós.
El sector de La Molsosa limita pel nord amb Pinós, per l'est amb el municipi de Sant Mateu de Bages, pel sud amb aquest mateix terme municipal i amb el de Sant Pere Sallavinera i per l'oest amb el ja dit de Calonge de Segarra

### Orografia

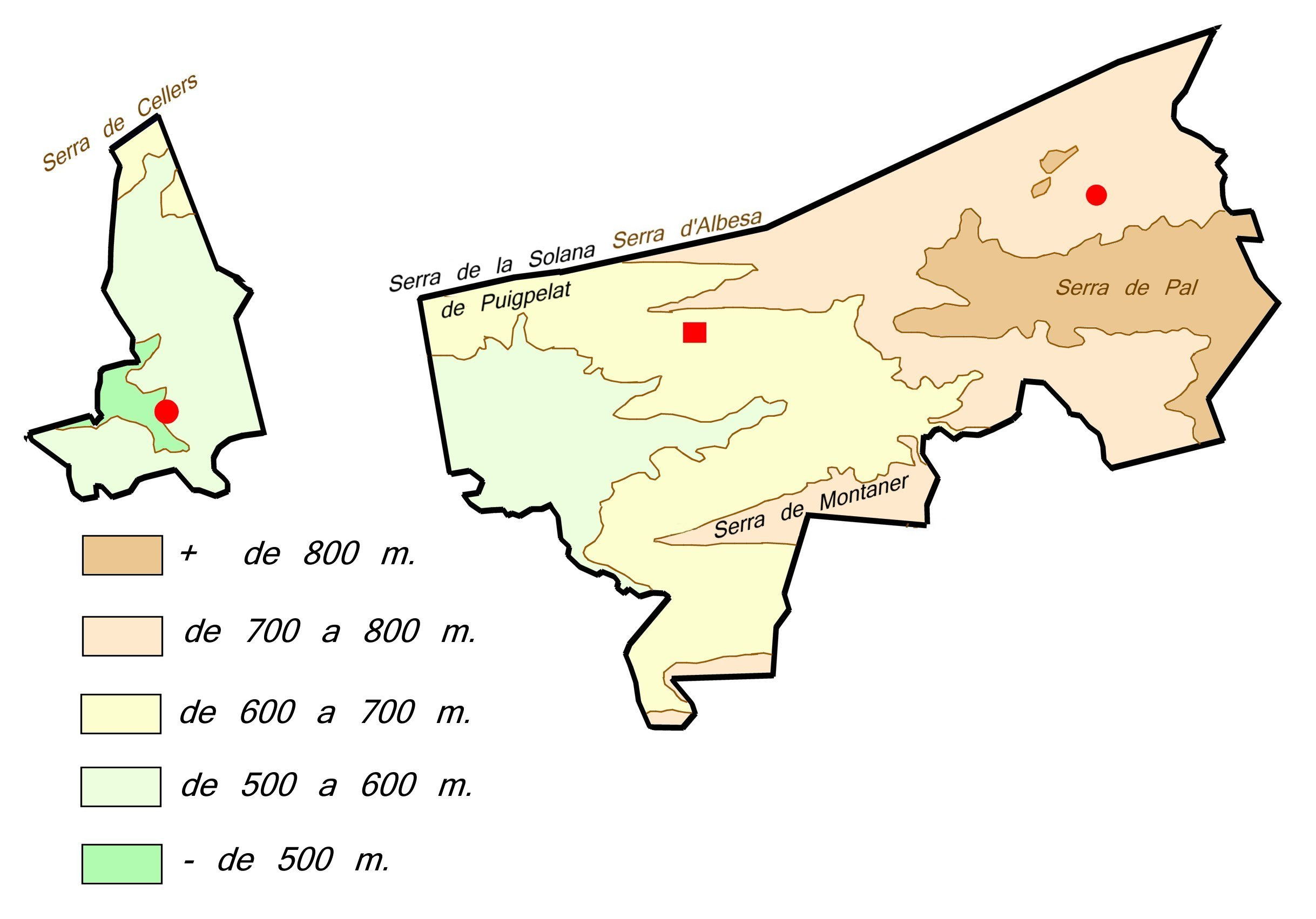
Mapa orogràfic del municipi

El terme municipal està situat a la capçalera i al vessant nord del Llobregós. Per tant, presenta una inclinació cap a occident. Les màximes altitud, doncs, corresponen a l'extrem nord-oriental del terme municipal on es sobrepassen els 800 m. d'altitud mentre que les cotes més baixes es troben a la banda occidental del sector d'Enfesta on no s'assoleixen els 500 m. d'altitud.
El nord del sector d'Enfesta el tanca la carena de la Serra de Cellers mentre que al sector de La Molsosa s'hi troben la Serra d'Albesa i la serra de la Solana de Puigpelat. A La banda oriental d'aquest segon sector, al sud de Prades hi ha la serra del Pal (que és el contrafort més occidental de la serra de Castelltallat), mentre que al sud del municipi hi trobem la serra de Montaner.
Entre els turons que s'alcen a les valls i planes que hi ha entre aquestes serralades cal fer esment del Turó de Picampolla i el Cabanal al sector de La Molsosa i la Pedra Lliure al sector d'Enfesta.
Al «Nomenclàtor oficial de toponímia major de Catalunya» hi consten els següents accidents orogràfics:
Serraladesla Serra de Costa Roja, la Serra de Montaner i la Serra de Cellers.
CimsLes Eretes.
Colladesel Coll de Trilla i el Collet Alt.
PlansLes Basses, el Pla de la Molsosa.

### Vegetació
Els boscos ocupen el 46,6% de la superfície del terme municipal i pràcticament tots són pinedes. Al «Nomenclàtor» hi consten el Bosc del Ferrer i el Bosc dels Quadrells.

### Demografia
| 1497 f | 1515 f | 1553 f | 1717 | 1787 | 1857 | 1877 | 1887 | 1900 | 1910 |
| ------ | ------ | ------ | ---- | ---- | ---- | ---- | ---- | ---- | ---- |
| 2      | 27     | 33     | 94   | 84   | 419  | 213  | 235  | 204  | 198  |

| 1920 | 1930 | 1940 | 1950 | 1960 | 1970 | 1981 | 1990 | 1992 | 1994 |
| ---- | ---- | ---- | ---- | ---- | ---- | ---- | ---- | ---- | ---- |
| 210  | 298  | 284  | 263  | 208  | 176  | 145  | 136  | 133  | 133  |

| 1996 | 1998 | 2000 | 2002 | 2004 | 2006 | 2008 | 2010 | 2012 | 2014 |
| ---- | ---- | ---- | ---- | ---- | ---- | ---- | ---- | ---- | ---- |
| 136  | 135  | 133  | 125  | 130  | 127  | 126  | 117  | 115  | 116  |

| 2016 | 2018 | 2020 | 2022 | 2024 | 2026 | 2028 | 2030 | 2032 | 2034 |
| ---- | ---- | ---- | ---- | ---- | ---- | ---- | ---- | ---- | ---- |
| 111  | 109  | 104  | 99   | 103  | -    | -    | -    | -    | -    |

### Història
El terme de la Molsosa va ser des del seu origen un domini de la casa vescomtal de Cardona. El lloc surt documentat el 1018 i de nou el 1021, quan van ser donades a l'església canonical de Sant Vicenç de Cardona terres situades a Prades, del terme de la Molsosa, en sufragi de l'ànima d'Isovard, fill dels vescomtes Ramon i Engúncia, que va morir lluitant a la Molsosa, segurament en una brega contra els sarraïns. Els mateixos vescomtes van unir l'església de Santa Maria de la Molsosa com a dotació del monestir canonical de Cardona.
El terme tenia com a centre jurisdiccional el castell de la Molsosa, ara totalment desaparegut, les restes del qual, però, s'endevinen prop de l'església vella de la Molsosa o església del Collet, dalt d'un puig de 846 m. El castell va ser sempre del domini dels vescomtes, però aquests al pas dels segles xi al xii hi tenien per castlans els Òdena i després altres cavallers. El rei Jaume I el 1265 va demanar la potestat d'aquest castell al vescomte i de nou surt esmentat el 1375 en la creació del comtat de Cardona i en molts altres documents anteriors i posteriors.
La Molsosa, amb Prades i Enfesta, formava part de l'administració cardonina de la batllia de Torà. Va ser constituït municipi al principi del segle xix i des del moment de la seva constitució va englobar, com ja feia des d'abans, l'enclavament d'Enfesta.

## El poble

### Situació
El poble de La Molsosa es troba al Pla de la Molsosa, a 665,5 m d'altitud, just a la capçalera de la Rasa dels Plans, que més endavant esdevindrà el Llobregós.
El poble es va formar a redós del Castell de la Molsosa i de l'antiga parròquia de Santa Maria.

### Demografia
| Evolució demogràfica |            |            |            |                   |                   |                   |       |
| Any                  | Nucli urbà | Nucli urbà | Nucli urbà | Poblament dispers | Poblament dispers | Poblament dispers | Total |
| Any                  | Homes      | Dones      | Total      | Homes             | Dones             | Total             | Total |
| 2000                 | 0          | 0          | 0          | 29                | 36                | 65                | 65    |
| 2001                 | 0          | 0          | 0          | 28                | 35                | 63                | 63    |
| 2002                 | 0          | 0          | 0          | 25                | 34                | 59                | 59    |
| 2003                 | 0          | 0          | 0          | 25                | 33                | 58                | 58    |
| 2004                 | 0          | 0          | 0          | 26                | 40                | 66                | 66    |
| 2005                 | 0          | 0          | 0          | 28                | 42                | 70                | 70    |
| 2006                 | 0          | 0          | 0          | 25                | 40                | 65                | 65    |
| 2007                 | 0          | 0          | 0          | 27                | 37                | 64                | 64    |
| 2008                 | 0          | 0          | 0          | 26                | 37                | 63                | 63    |
| Font: INE            |            |            |            |                   |                   |                   |       |

## La Molsosa al Madoz
A la pàgina 470 del Volum XI del Diccionario de Pascual Madoz publicat a Madrid el 1847, s'hi troba el següent text, traduït literalment del castellà i del qual s'han conservat les formes tipogràfiques i la transcripció literal dels topònims i hagiotònims locals que s'hi citen: 
| MOLSOSA: Cap del districte municipal del seu nom, al qual estan agregats els pobles d'Anfesta, Sampasdas i Prades, a la província de Lleida (1 2 llegües), partit judicial de Solsona (4 ½ llegües), audiència territorial i capitania general de Barcelona (12 llegues), diòcesi de Vic (1 2 llegües). La població es compon de diferents cases de camp o masies disseminades pel territori i situades entre muntanyes i roques; CLIMA temperat, patint-se alguns dolors de costat i refredats: regnen els vents de l'oest i nord. Hi ha 12 CASES de construcció dolenta i pitjors comoditats; una font que abasteix d'aigua el veïnat; una església parroquial (Sta. Maria de la Molsosa) que té per annexa l'església de Prades, i la serveix un capellà rector de segona classe, nomenat pel diocesà, cementiri al costat de l'església i una ermita dedicada a Santa Eulàlia, situada en una fondalada. El TERME s'estén 1 llegua de nord a sud i una altra d'est a oest confinant pel nord amb el de Pinós; a l'est amb el de Castellciutat, en part, i part amb el de Boradós; sud amb el mateix de Boradós, i oest amb el de Colonge. El TERRENY és secà, poc productiu i accidentat, amb algunes muntanyes de poca elevació, anomenades la serra de Castellciutat i Boradós i amb unes altres sense nom conegut, poblades totes de pins, romanins i matolls; així mateix hi abunden les pedreres de guix. CAMINS: un de ferradura que va del cap del municipi a Igualada, i un altre de Calaf a Cardona, ambdós en mal estat: la CORRESPONDÈNCIA es rep de la dita Calaf per mitjà d'un encarregat a aquest efecte, PRODUCCIÓ: blat, ordi, civada, espelta i vi amb escassesa; caça d'unes poques llebres, conills i perdius, INDÚSTRIA: Un molí fariner, POBLACIÓ: 16 caps de família i 111 habitants RIQUESA IMPOSABLE: 28.854 rals. CONTRIBUCIÓ: el 14,48% d'aquesta riquesa. |

A la pàg. 431 del Volum XIV, en el quadre estadístic que s'hi publica a propòsit del partit judicial de Solsona, s'hi citen, entre d'altres, les següents dades:
| Estadístiques municipals de la Molsosa |          |          |                  |                  |   |                                     |                                     |  |                   |                   |
| POBLACIÓ                               | POBLACIÓ |          | COMP. AJUNTAMENT | COMP. AJUNTAMENT |   | EXÈRCIT Joves allistats a l'edat de | EXÈRCIT Joves allistats a l'edat de |  | RIQUESA IMPOSABLE | RIQUESA IMPOSABLE |
| Veïns                                  | 16       | Alcalde  | 1                | 18 anys          | 1 | Territorial (rals / veí)            | 22.502                              |  |                   |                   |
| Habitants                              | 111      | Tinent   | -                | 19 anys          | - | Industrial (rals / veí)             | 4.933                               |  |                   |                   |
| Contribuents                           | 11       | Regidors | 2                | 20 anys          | 1 | Consum (rals / veí)                 | 1.419                               |  |                   |                   |
|                                        |          | Síndics  | 1                | 21 anys          | - | TOTAL                               | 28.854                              |  |                   |                   |
| Suplents                               | 3        | 22 anys  | 1                |                  |   |                                     |                                     |  |                   |                   |
|                                        |          | 23 anys  | -                |                  |   |                                     |                                     |  |                   |                   |
| 24 anys                                | -        |          |                  |                  |   |                                     |                                     |  |                   |                   |